# Cantó de Rosières-en-Santerre
El cantó de Rosières-en-Santerre és un cantó francès del departament del Somme, situat al districte de Montdidier. Té 20 municipis i el cap és Rosières-en-Santerre.

## Municipis
- Bayonvillers
- Beaufort-en-Santerre
- Bouchoir
- Caix
- La Chavatte
- Chilly
- Folies
- Fouquescourt
- Fransart
- Guillaucourt
- Hallu
- Harbonnières
- Maucourt
- Méharicourt
- Parvillers-le-Quesnoy
- Punchy
- Rosières-en-Santerre
- Rouvroy-en-Santerre
- Vrély
- Warvillers

## Història
| Data d'elecció                           | Identitat      | Partit           | Qualitat |
| ---------------------------------------- | -------------- | ---------------- | -------- |
| 1945-1949                                | Henri Renu     |                  |          |
| 1949-1958                                | Eugène Doucet  | radical          |          |
| 1958-1982                                | Jean Millet    | SFIO, després PS |          |
| 1982-2001                                | Jacques Trobas | RPR              |          |
| 2001-                                    | José Sueur     | NC               |          |
| les dades anteriors no són pas conegudes |                |                  |          |
|                                          |                |                  |          |

## Demografia
| A partir de 1990: Població sense dobles comptes |